# 比伯河 (霍佩克河支流)
51°22′06″N 8°36′02″E / 51.3682085°N 8.6004443°E
比伯河（德語：Bieber），是德國的河流，位於該國西部，處於北萊茵-威斯特法倫州，屬於霍佩克河的右支流，河道全長3.1公里，流域面積2平方公里。